# 鬃尾草属
鬃尾草属（学名：Chaiturus）是唇形科下的一个属，为一年生或二年生草本植物。该属仅有鬃尾草（Chaiturus marrubiatrum）一种，分布于西欧至中亚。